# My Paparoti
Pour plus de détails, voir Fiche technique et Distribution.
My Paparoti (hangeul : 파파로티 ; RR : Paparoti ; MR : P'ap'arot'i ; litt. « Paparoti ») est un film sud-coréen réalisé par Yoon Jong-chan, sorti en 2013. Il s'inspire d'une histoire vraie de Kim Ho-joong (en) (김호중), un des candidats de l'émission Star King en juillet 2009, où il avait raconté son passé de voyou et de sa participation à des gangs jusqu'à ce que sa grand-mère l'ait encouragé à poursuivre le chant.

## Synopsis
Bien qu'il fasse partie d'une bande de voyou, un étudiant rêve d'être le prochain Pavarotti et un professeur de musique d'une école d'art le soutient.

## Fiche technique
Sauf indication contraire ou complémentaire, les informations mentionnées dans cette section peuvent être confirmées par la base de données KMDb
- Titre original : 파파로티
- Titre anglophone : My Paparoti
- Réalisation : Yoon Jong-chan
- Scénario : Yoo Yeong-ah
- Musique : Lee Jae-hak et Lee Sang-hoon
- Décors : Yang Hong-sam et Kim Hyun-seung
- Costumes : Jang Ju-hui
- Photographie : Lee Chang-jae
- Son : Lee Seung-cheol
- Montage : Steve M. Choe
- Production : Park Mu-seung, Bang Chu-sung, Ryu Eun-suk et Yoon Hye-ra
- Société de production : KM Culture
- Société de distribution : Showbox/Mediaplex
- Pays de production :  Corée du Sud
- Langue originale : coréen
- Format : couleur
- Genre : biographie, comédie dramatique, musical
- Durée : 127 minutes
- Date de sortie :
  - Corée du Sud : 14 mars 2013

## Distribution
- Lee Je-hoon : Lee Jang-ho
- Han Suk-kyu : Han Sang-jin, le professeur de musique
- Oh Dal-soo : Deok-saeng, le proviseur
- Kang So-ra : Sook-hee, l'amoureuse
- Jo Jin-woong : Chang-soo
- Lee Sang-hoon : le doyen des étudiants
- Lee Do-yeon : le professeur d'anglais
- Lee Jae-yong (en) : le chef de la bande
- Jin Kyung : l'épouse de Sang-jin
- Yang Han-yeol (en) : le fils de Sang-jin
- Bae Sung-woo : l'ancien étudiant de Sang-jin
- Kim Young-hoon : le subordonné de Jang-ho
- Kim Ji-seok (en) : l'ivrogne (caméo)

## Production

### Développement
« Paparoti » est une faute de prononciation intentionnelle du célèbre ténor italien Luciano Pavarotti. Le titre provisoire était I am Paparoti (나의 파파로티, naeui paparoti, littéralement « Je suis Paparoti »).

### Tournage
Le tournage commence le 4 août 2012 à Yeoju (Gyeonggi) pour se servir d'une lycée. Il prend fin le 1er novembre à l'école supérieur des arts à Gimcheon (Gyeongsang du Nord).

### Musique
La musique du film est composée par Lee Jae-hak et Lee Sang-hoon. Les chansons sont interprétées par le ténor Yosep Kang qui, entre autres, prête la voix de Han Suk-kyu et Lee Je-hoon.
Liste de pistes
1. 행복을 주는 사람 (You're The One Giving Me Happiness) de Yosep Kang
2. E Lucevan Le Stelle (별은 빛나건만) de Yosep Kang
3. Nessun Dorma (네순 도르마) de Yosep Kang
4. Trust me d'Alex
5. Shining On My Mine (Trust me) de Lee Jae-hak
6. 이별 (Parting) de Lee Sang-hoon
7. 행복을 주는 사람 (Shining On My Mine (Trust me)) de Han Suk-kyu et Lee Je-hoon
8. 행복을 주는 사람 (Shining On My Mine (Trust me)) de Han Suk-kyu et Yosep Kang

## Accueil

### Sortie
Paparoti sort le 14 mars 2013 en Corée du Sud.

### Box-office
| Pays ou région | Box-office        | Date d'arrêt du box-office | Nombre de semaines |
| -------------- | ----------------- | -------------------------- | ------------------ |
| Corée du Sud   | 1 715 860 entrées | 12 mai 2013                | 10                 |